# 四門寺
四門寺（しもんじ）は、徳島県徳島市上八万町にある真言宗御室派の寺院である。山号は成田山。本尊は薬師如来。

## 歴史
永禄年間（1558年-1570年）に万願寺という名で創建。その後、戦国時代に入ると西方にある大円寺とともに長宗我部元親の兵火で焼失。
1670年（寛文10年）に珎増上人によって両寺を合祀して四門寺を開創。

## 交通
- JR牟岐線「文化の森駅」より車で約10分。